# Plectroniella
Plectroniella là một chi thực vật có hoa trong họ Thiến thảo (Rubiaceae).

## Loài
Chi Plectroniella gồm các loài: